# جون أفليدسن
جون أفليدسن (بالإنجليزية: John G. Avildsen)‏‏ (21 ديسمبر 1935 - 16 يونيو 2017)، وهو مخرج أفلام أمريكي، شارك في الإخراج لعدة أفلام، ومنها سلاسل أفلام فتى الكاراتيه. حصل على جائزة الأوسكار لأفضل مخرج سنة 1977 عن فيلم روكي.

## أعماله
- إنقاذ النمر (1973)
- روكي (1976)
- فتى الكاراتيه الجزء الثاني (1986)
- فتى الكاراتيه الجزء الثالث (1989)
- روكي 5 (1990)
- ذا باور أوف ون (1992)

## وصلات خارجية
- جون أفليدسن على موقع IMDb (الإنجليزية)
- جون أفليدسن على موقع الموسوعة البريطانية (الإنجليزية)
- جون أفليدسن على موقع روتن توميتوز (الإنجليزية)
- جون أفليدسن على موقع ألو سيني (الفرنسية)
- جون أفليدسن على موقع تيرنر كلاسيك موفيز (الإنجليزية)
- جون أفليدسن على موقع أول موفي (الإنجليزية)
- جون أفليدسن على موقع قاعدة بيانات الأفلام السويدية (السويدية)
- جون أفليدسن على موقع إن إن دي بي (الإنجليزية)
- جون أفليدسن على موقع قاعدة بيانات الفيلم (الإنجليزية)
- جون أفليدسن على موقع كينوبويسك (الروسية)